# Monstrosity
Monstrosity é uma banda norte-americana de death metal originária de Fort Lauderdale, Flórida, surgida na cena do death metal dessa área no final da década de 1980. Monstrosity teve a participação de vários músicos que depois viriam a se projetar em bandas como Malevolent Creation, Cynic e Cannibal Corpse.

## Formação
- Mike Hrubovcak - vocais
- Mark English - guitarra
- Mike Poggione - baixo
- Lee Harrison - bateria, percussão
- Matt Barnes - guitarra

## Discografia
- 1992 - Imperial Doom
- 1996 - Millennium
- 1999 - In Dark Purity
- 2001 - Enslaving the Masses [coletânea]
- 2003 - Live Extreme Brazilian - Tour 2002 [ao vivo]
- 2003 - Rise to Power
- 2004 - Relapse Singles Series Vol. 3 [split]
- 2007 - Spiritual Apocalypse
- 2018 - The Passage of Existence